# Eleição federal na Alemanha em 2021
A eleição federal alemã de 2021 ocorreu em 26 de setembro de 2021 para eleger os membros do Bundestag. No mesmo dia, também foram realizadas eleições estaduais em Berlim e Meclemburgo-Pomerânia Ocidental. O atual chanceler do país é Olaf Scholz.

## Antecedentes

### Eleição anterior
A eleição federal de 2017 foi realizada após uma grande coalizão de quatro anos entre a CDU/CSU e o SPD. Embora a CDU/CSU continuasse sendo o maior grupo parlamentar, tanto ela quanto o SPD sofreram perdas significativas. A liderança do SPD, reconhecendo o desempenho insatisfatório do partido após quatro anos no governo, anunciou que iria para a oposição. Com a CDU/CSU tendo se comprometido a não trabalhar com a AfD ou com A Esquerda antes das eleições, a única opção restante para um governo de maioria era uma coligação consistindo da CDU/CSU, FDP e os Verdes. Conversas exploratórias entre as partes foram realizadas nas seis semanas seguintes, embora em 20 de novembro o FDP tenha se retirado das negociações, citando diferenças irreconciliáveis entre as partes sobre migração e políticas de energia. A chanceler Angela Merkel consultou o presidente Frank-Walter Steinmeier, que implorou a todos os partidos que reconsiderassem a fim de evitar novas eleições.
Consequentemente, os social-democratas (SPD) e seu líder Martin Schulz manifestaram sua disposição de entrar em discussões por outro governo de coalizão com a CDU/CSU. A liderança do SPD votou para entrar em discussão exploratória em 15 de dezembro de 2017, e a maioria dos delegados do partido votou para apoiar as conversações de coalizão em um congresso do partido em janeiro de 2018. O texto do acordo final foi acordado entre a CDU/CSU e o SPD em 7 de fevereiro, embora estivesse condicionado à aprovação da maioria dos membros do SPD. Os 463.723 membros do SPD votaram para a aprovar ou rejeitar de 20 de fevereiro a 2 de março, com o resultado anunciado em 4 de março. Um total de 78,39% dos membros deram votos válidos, dos quais 66,02% votaram a favor de outra grande coligação. Merkel foi votada pelo Bundestag para um quarto mandato como chanceler em 14 de março, com 364 votos a favor, 315 contra, 9 abstenções e 4 votos inválidos - 9 votos a mais do que os 355 necessários para uma maioria. O novo governo foi oficialmente referido como o Quarto Gabinete Merkel.

### Mudanças na liderança partidária e instabilidade política
O novo governo de Merkel estava sujeito a intensa instabilidade. A crise do governo alemão de 2018 viu a aliança de longa data entre a CDU e a CSU ameaçar se dividir por causa da política de requerentes de asilo. O ministro do Interior e líder da CSU, Horst Seehofer, ameaçou minar a autoridade de Merkel fechando as fronteiras alemãs para requerentes de asilo registrados em outro país da União Europeia (UE). A divisão, eventualmente reparada após uma cúpula com países da UE, ameaçava derrubar o governo. Seehofer foi substituído como líder da CSU em uma conferência do partido em janeiro de 2019, embora tenha mantido sua posição como Ministro do Interior no Gabinete.
A própria Merkel anunciou que renunciaria ao cargo de líder da CDU na conferência do partido em dezembro de 2018 e renunciaria ao cargo de Chanceler da Alemanha nas eleições seguintes, após maus resultados nas eleições estaduais para a CSU na Baviera e para a CDU em Hesse. A candidata preferido de Merkel para a liderança do partido, Annegret Kramp-Karrenbauer derrotou por pouco os rivais conservadores que se opunham à liderança de Merkel. No entanto, Kramp-Karrenbauer lutou para unificar as facções liberais e conservadoras do partido e, em fevereiro de 2020, anunciou sua intenção de deixar o cargo de líder da CDU e retirar seu interesse em concorrer como indicada do partido para chanceler na eleição. Uma convenção do partido para eleger um novo líder foi agendada para abril, mas foi adiada várias vezes devido à pandemia COVID-19. A eleição foi realizada em janeiro de 2021, com Armin Laschet, atual Ministro-Presidente da Renânia do Norte-Vestfália, vencendo com 52,8% dos votos dos delegados. Seu principal oponente foi Friedrich Merz, um crítico de longa data de Merkel, que ganhou 47,2%.
O outro partido do governo de coalizão, o SPD, também apresentava instabilidade de liderança. Após seu pior resultado nas eleições gerais desde 1945, o partido elegeu Andrea Nahles como seu líder em abril de 2018. Nahles já havia sido nomeado com sucesso como líder do grupo parlamentar do SPD. No entanto, ela não teve sucesso em melhorar as ações do partido, que continuou a cair nas pesquisas de opinião e foi bem derrotada pelo partido de centro-esquerda Aliança 90/Os Verdes nas eleições de 2019 para o Parlamento Europeu. Ela renunciou em 2 de junho de 2019, precipitando uma eleição de liderança para o SPD. Os candidatos progressistas Norbert Walter-Borjans e Saskia Esken derrotaram candidatos mais moderados e foram eleitos co-líderes pelos membros do partido. A eleição deles aumentou as perspectivas de colapso do governo de coalizão e convocação de eleições antecipadas, embora a Reuters tenha informado que a dupla buscaria chegar a um acordo com a CDU/CSU sobre o aumento dos gastos públicos, em vez de permitir o colapso do governo. Em agosto de 2020, o partido nomeou o vice-chanceler de Merkel, Olaf Scholz, como seu candidato a chanceler na eleição, apesar de Scholz ter perdido para Walter-Borjans e Esken na eleição de liderança do partido.
A Esquerda também passou por uma mudança de liderança, com Katja Kipping e Bernd Riexinger deixando o cargo após nove anos como co-líderes do partido. Eles foram sucedidos por Janine Wissler e Susanne Hennig-Wellsow em uma conferência do partido realizada digitalmente em 27 de fevereiro de 2021. Wissler é considerado um membro da ala mais à esquerda do partido, anteriormente alinhado com a facção de esquerda socialista, enquanto Hennig-Wellsow é considerado um moderado. Ambos apoiam a participação de seu partido no governo federal, particularmente Hennig-Wellsow, que desempenhou um papel importante no governo "vermelho-vermelho-verde" da Esquerda, SPD e Verdes no estado da Turíngia.
Os Verdes nomearam dois co-líderes em janeiro de 2018 (Annalena Baerbock e Robert Habeck) e subiram nas pesquisas de opinião, ficando em segundo lugar atrás da CDU/CSU nos três anos seguintes. O partido teve seus melhores resultados nas eleições de 2019 para o Parlamento Europeu, nas eleições para o estado de Hamburgo em 2020 e nas eleições para o estado de Baden-Württemberg em 2021.

## Sistema eleitoral

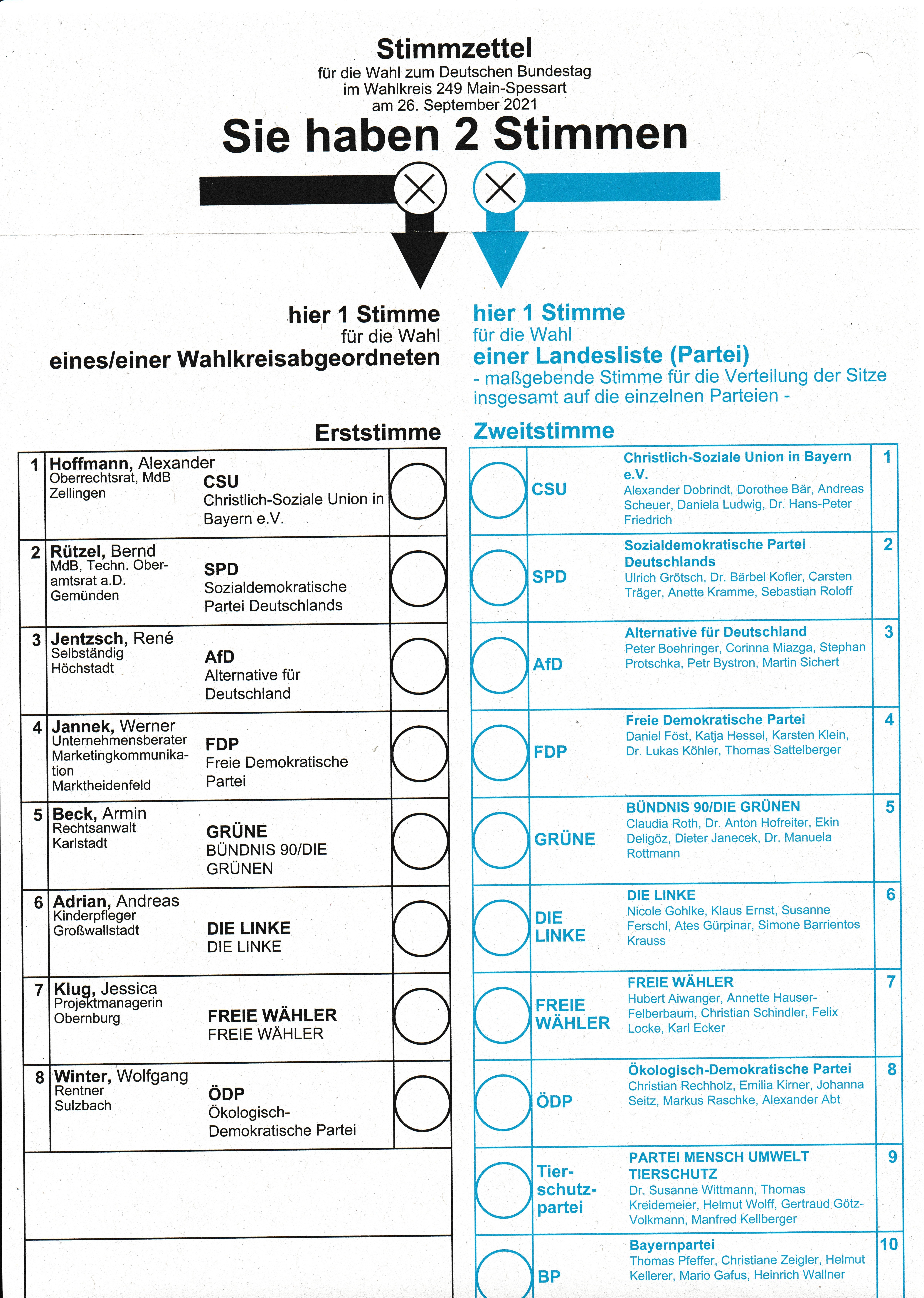
Cédula de votação para o Bundestag, do distrito 249 (Meno-Spessart, Baviera), nas eleições de 26 de setembro de 2021.

A Alemanha usa o sistema de representação proporcional mista (ou personalizada), que combina o voto distrital com o voto proporcional. O Bundestag possui 598 membros nominais, eleitos para mandatos de quatro anos. Esses assentos são distribuídos entre os dezesseis estados alemães, de acordo com o número de eleitores elegíveis de cada estado.
Cada eleitor dispõe de dois votos: direto e em legenda. Com o primeiro voto, ele escolhe o candidato que representa o seu distrito eleitoral, que comporá metade dos assentos do Parlamento alemão. A outra metade é definida pelo segundo voto, no partido. Esse segundo voto tem a função de determinar a forca de cada partido dentro do Bundestag. Esse segundo voto tem peso maior, pois define as relações de poder dentro do parlamento.
Os assentos são alocados usando o método de Sainte-Laguë e, apesar de o Parlamento Federal ter regularmente 598 deputados, o número pode aumentar. Isso acontece devido aos mandatos excedentes, que é quando um partido tem direito, através do segundo voto, a mais assentos. Para que os demais partidos também não sejam prejudicados, concede-se a eles também mandatos adicionais no mesmo percentual.
Para que um partido entre no Bundestag, ele precisa obter ao menos três assentos com o primeiro voto ou obter 5% do segundo voto em todo país. Em 2002, por exemplo, o Partido do Socialismo Democrático obteve 4% dos segundos votos em todo país. Por isso, o partido não entrou no Parlamento, mas dois candidatos foram eleitos pelo estado de Berlim. O mesmo se aplica a um candidato independente que ganhou em seu distrito eleitoral pelo primeiro voto, o que não acontecia desde 1949.
Caso o eleitor vote em seu distrito para um candidato independente ou em um candidato cujo partido não obtenha o número necessários de votos, seu segundo voto não contará para a representação proporcional. Os partidos que representam minorias nacionais reconhecidas (dinamarqueses, frísios, sorábios e ciganos) estão isentos da regra de 5%.

### Data
A Lei Fundamental da Alemanha e a lei eleitoral federal determina que as eleições devem ocorrer em um domingo ou em um dia de feriado nacional entre o 46º e 48º meses após a primeira sessão do Bundestag, a menos que o parlamento seja dissolvido antes. A primeira sessão da 19ª legislatura do Bundestag ocorreu em 24 de outubro de 2017. Por isso, apenas 9 datas estavam disponíveis para que as eleições fossem realizadas, dentre elas, o dia 3 de outubro de 2021, domingo e dia da unidade alemã.
O Presidente da Alemanha é o responsável por determinar o dia da eleição e, em 9 de dezembro de 2020, o presidente Frank-Walter Steinmeier determinou que as eleições de 2021 ocorressem em 26 de setembro.
Isso não impede, porém, que as eleições ocorrem antecipadamente. As eleições federais podem ser realizadas mais cedo, caso o Presidente dissolva o Bundestag e marque eleições antecipadas. Ele pode fazer isso, em dois cenários: caso o Bundestag não consiga eleger um Chanceler, com maioria absoluta até o 15º dia, após a primeira votação para eleição de um Chanceler; ou se o Chanceler perder o voto de confiança do Parlamento, e peça ao Presidente que dissolva o Bundestag, o que pode ou não ser aceito por ele. Em ambos os casos, as eleições devem ocorrer em um domingo ou feriado nacional, o mais tarde sessenta dias após a dissolução do parlamento.

## Partidos
A tabela abaixo relaciona os partidos atualmente representados no Bundestag.
| Nome | Nome                        | Nome                                                   | Nome                                                               | Ideologia              | Candidato(s) | Líder(es) partidário(s)               | Líder(es) parlamentar(es)             | Resultado 2017 | Resultado 2017 | 19ª Legislatura Bundestag |
| Nome | Nome                        | Nome                                                   | Nome                                                               | Ideologia              | Candidato(s) | Líder(es) partidário(s)               | Líder(es) parlamentar(es)             | Votos (%)      | Assentos       | 19ª Legislatura Bundestag |
| ---- | --------------------------- | ------------------------------------------------------ | ------------------------------------------------------------------ | ---------------------- | --- | ------------------------------------- | ------------------------------------- | -------------- | -------------- | ------------------------- |
|      | CDU/CSU                     | CDU                                                    | União Democrata-Cristã Christlich Demokratische Union Deutschlands | Democracia cristã      | Armin Laschet | Armin Laschet                         | Ralph Brinkhaus                       | 26.8%          | 246 / 709      | 245 / 709                 |
| CSU  | CDU/CSU                     | União Social-Cristã Christlich-Soziale Union in Bayern | Markus Söder                                                       | Democracia cristã      | Armin Laschet | 6,2%*                                 | Ralph Brinkhaus                       |                | 246 / 709      | 245 / 709                 |
|      | SPD                         | SPD                                                    | Partido Social-Democrata Sozialdemokratische Partei Deutschlands   | Social-democracia      | Olaf Scholz | Saskia Esken Norbert Walter-Borjans   | Rolf Mützenich                        | 20.5%          | 153 / 709      | 152 / 709                 |
|      | AfD                         | AfD                                                    | Alternativa para a Alemanha Alternative für Deutschland            | Populismo de direita   | Alice Weidel Tino Chrupalla                                                                                        | Jörg Meuthen Tino Chrupalla           | Alexander Gauland Alice Weidel        | 12.6%          | 94 / 709       | 88 / 709                  |
|      | FDP                         | FDP                                                    | Partido Democrático Liberal Freie Demokratische Partei             | Liberalismo clássico   | Christian Lindner                                                                                                  | Christian Lindner                     | Christian Lindner                     | 10.7%          | 80 / 709       | 80 / 709                  |
|      | A Esquerda                  | A Esquerda                                             | A Esquerda Die Linke                                               | Socialismo democrático | Janine Wissler Dietmar Bartsch                                                                                     | Janine Wissler Susanne Hennig-Wellsow | Amira Mohamed Ali Dietmar Bartsch     | 9.2%           | 69 / 709       | 69 / 709                  |
|      | Verdes                      | Verdes                                                 | Aliança 90/Os Verdes Bündnis 90/Die Grünen                         | Política verde         | Annalena Baerbock                                                                                                  | Annalena Baerbock Robert Habeck       | Katrin Göring-Eckardt Anton Hofreiter | 8.9%           | 67 / 709       | 67 / 709                  |
|      | Independentes (sem partido) | Independentes (sem partido)                            | -                                                                  | –                      | Marco Bülow, Verena Hartmann, Lars Hermann, Uwe Kamann, Mario Mieruch, Georg Nüßlein, Frank Pasemann, Frauke Petry | –                                     | –                                     | –              | 0 / 709        | 8 / 709                   |

### Candidatos principais

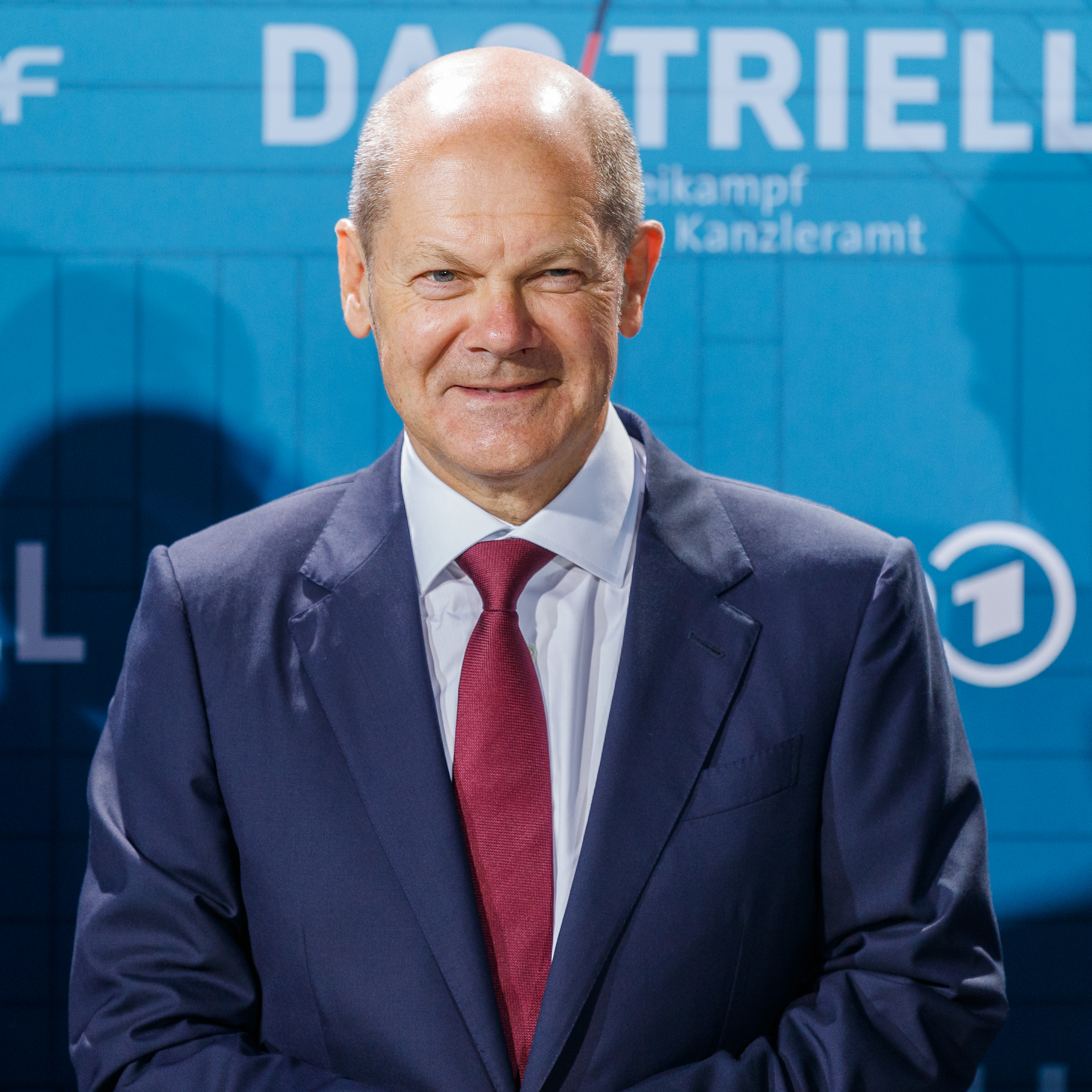
Olaf Scholz

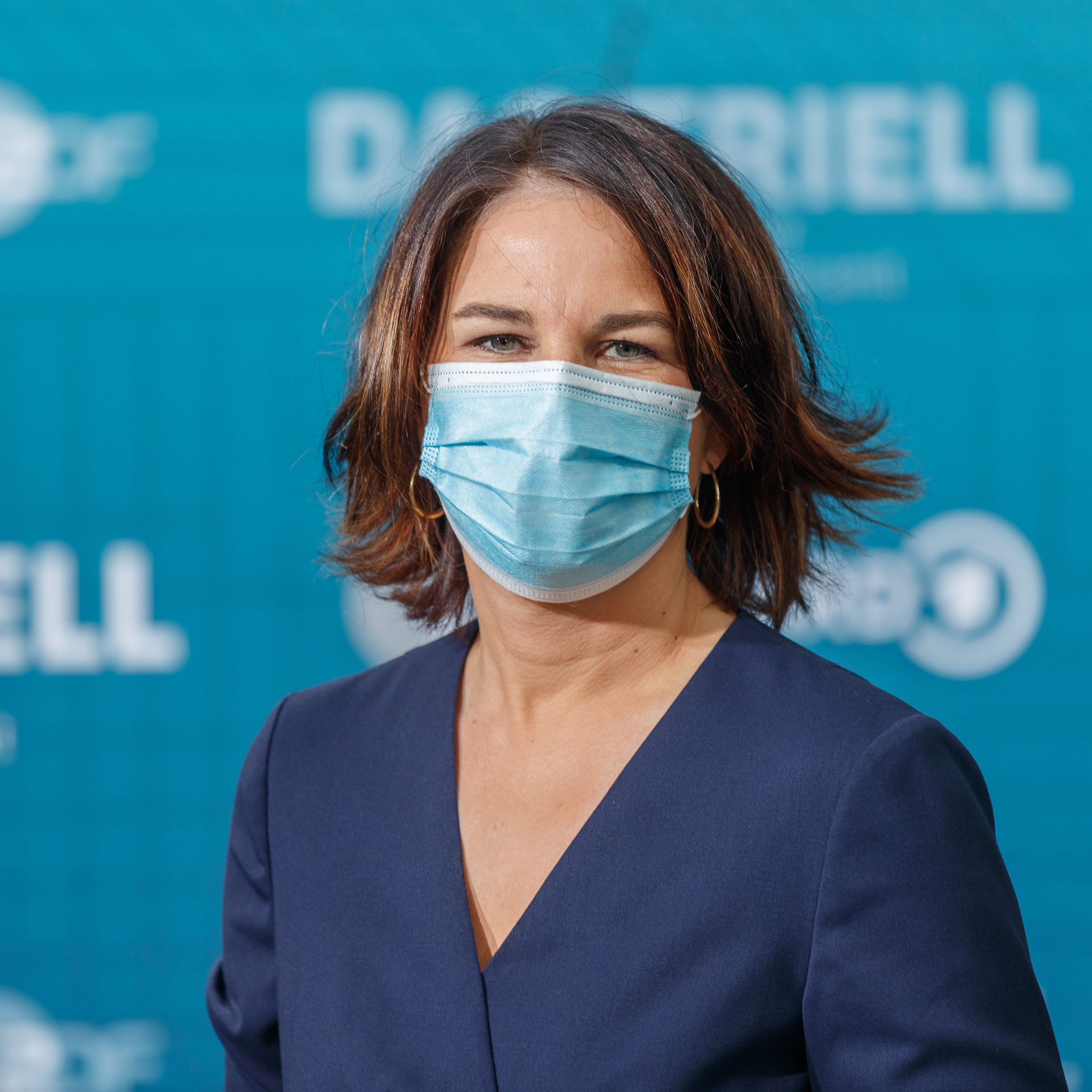
Annalena Baerbock

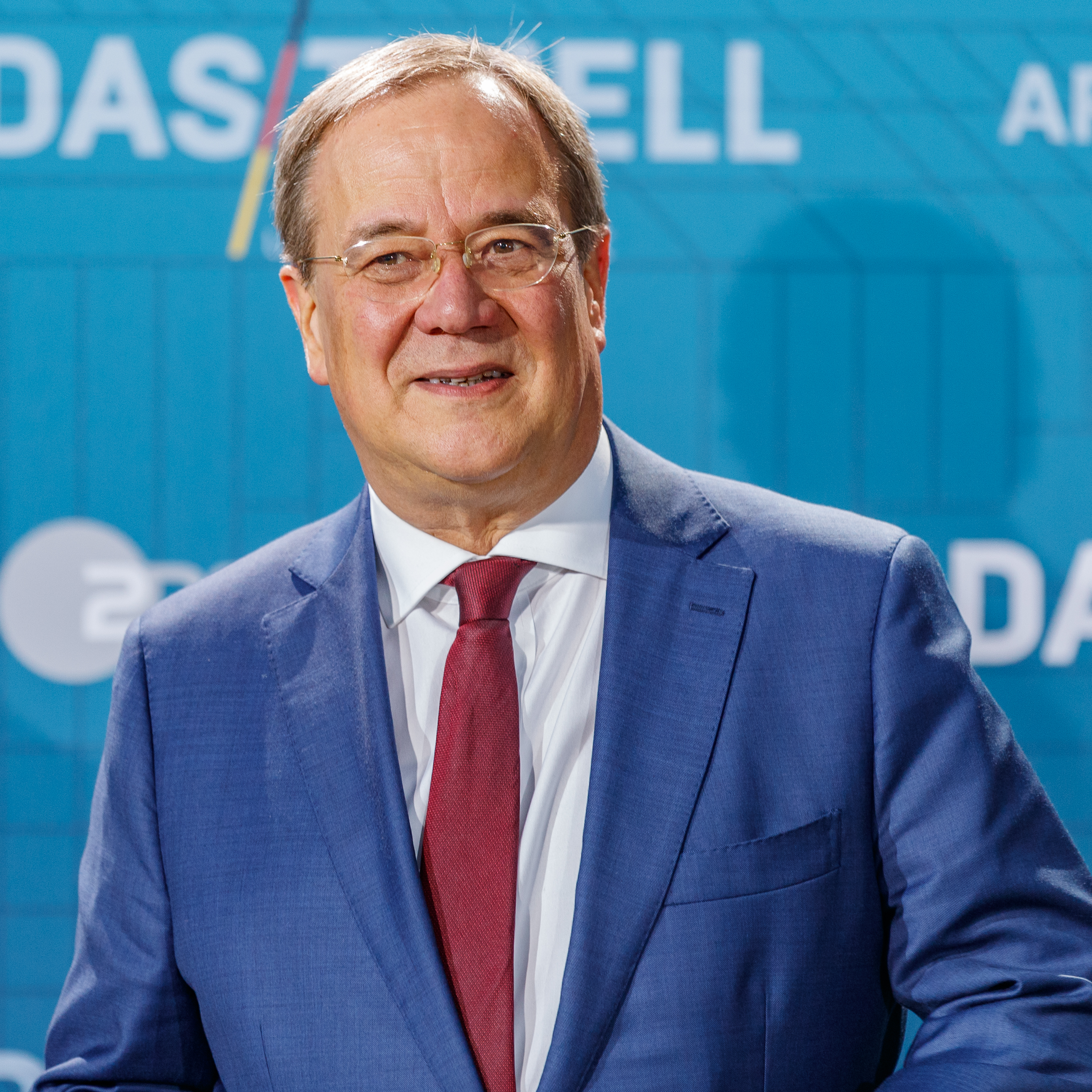
Armin Laschet

Em 10 de agosto de 2020, o Partido Social-Democrata nomeou o então ministro das Finanças e vice-chanceler, Olaf Scholz, como seu principal candidato paras as eleições de 2021. Scholz, que já foi prefeito do estado de Hamburgo de 2011 e 2018, se candidatou a liderança do partido em 2019, sem sucesso. Porém, durante a conferência entre 8 e 9 de maio de 2021, ele obteve 96% dos votos e foi formalmente escolhido como candidato a chancelaria do país pelo SPD.
Devido a subida do partido nas pesquisas de opinião nacional desde 2018, Os Verdes decidiram mudar sua estratégia tradicional de dupla candidatura a chancelaria, e escolheram um único candidato. Os co-líderes do partido, Annalena Baerbock e Robert Habeck, foram considerados os únicos candidatos plausíveis. Em 29 de abril, Annalena Bearbock foi anunciada como candidata pelo partido.
Após a renúncia de Annegret Kramp-Karrenbauer ao cargo de líder do partido conservador CDU, o ministro-presidente da Renânia do Norte-Vestfália, Armin Laschet, foi eleito, em janeiro de 2021, pelo colegiado do partido, como novo líder da legenda e, tornou-se automaticamente, o candidato preferido da União a chancelaria. No entanto, Markus Söder, ministro-presidente da Baviera e líder do CSU, que obteve votação expressiva entre os eleitores, havia sendo considerado um potencial candidato desde meados de 2020. Com o passar o tempo, a concorrência entre os dois se intensificou e em março/abril de 2021, Söder foi apoiado pelo CSU e por alguns grupos e legendas regionais e locais do CDU, enquanto Laschet recebeu apoio da maior parte do CDU. Os dois não entraram em acordo até o prazo estipulado, 19 de abril, levando o conselho federal da CDU a realizar uma reunião improvisada para resolver o impasse e, com 31 votos a 9, Armin Laschet foi anunciado por Markus Söder como candidato pela União.
Em 21 de março de 2021, a associação do Partido Democrático Liberal (FDP) na Renânia do Norte-Vestfália elegeu o presidente da legenda, Christian Lindner, como principal candidato para a lista do partido no estado. Ele foi reeleito presidente do partido em 14 de maio, com 93% dos votos, sem adversários. Esta votação também o confirmou como candidato a chanceler na eleição federal.
A Esquerda anunciou Janine Wissler e Dietmar Bartsch como seus co-líderes em 2 de maio de 2021. Wissler foi eleita no início do ano como co-líder do partido ao lado de Susanne Hennig-Wellsow, que não quis se candidatar. Bartsch é membro e líder do partido no Bundestag desde 2015, e foi co-candidato nas eleições federais de 2017. A candidatura dos dois receberam 87% dos votos, na conferência do partido realizada entre 8 e 9 de maio.
Os principais candidatos do partido Alternativa para a Alemanha foram escolhidos através de uma votação entre os membros, realizada entre os dias 17 e 24 de maio de 2021. A chapa encabeçada pela deputada federal e líder do partido no Bundestag, Alice Weidel, e pelo co-presidente do partido, Tino Chrupalla, obteve 71% dos votos, contra a chapa do ex-Tenente Geral da Força Aérea Joachim Windrak e da deputada Joana Coatar, que obteve 24%.

### Partidos concorrentes
Ao todo, 47 partidos foram aprovados e listados para as eleições federais de 2021, incluindo os 7 que conquistaram assentos na 19º legislatura do Bundestag. Destes, 40 estão concorrendo em listas partidárias em pelo menos um dos estados, enquanto 7 concorrem apenas com candidatos diretos. Além disso, 196 candidatos independentes, isto é, sem partido, estão concorrendo em vários distritos eleitorais.

### Registro de candidatos
Em julho de 2021, os comitês eleitorais estaduais de Bremen e Sarre rejeitaram, respectivamente, as listas dos Alternativa para a Alemanha e dos Verdes. A lista do AfD foi rejeitada por questões formais, enquanto a dos Verdes no Sarre foi declarada inválida devido a um processo de nomeação polêmico, no qual um terço dos delegados estaduais foram excluídos da convenção de nomeação. Ambos os partidos apresentaram ações contra a decisão dos Comitês. Em Sarre, a decisão sobre Os Verdes foi mantida, enquanto a AfD, em Bremen, foi autorizada a concorrer. Assim, Os Verdes não foram elegíveis para o segundo voto no estado, pela primeira vez na história do partido.

## Debates
| Debate eleitoral nas eleições de 2021 na Alemanha | Debate eleitoral nas eleições de 2021 na Alemanha | Debate eleitoral nas eleições de 2021 na Alemanha | Debate eleitoral nas eleições de 2021 na Alemanha | Debate eleitoral nas eleições de 2021 na Alemanha | Debate eleitoral nas eleições de 2021 na Alemanha | Debate eleitoral nas eleições de 2021 na Alemanha | Debate eleitoral nas eleições de 2021 na Alemanha |    |    |
| Data                                              | Emissora(s)                                       | P Presente C Convidado NC Não convidado           | P Presente C Convidado NC Não convidado           | P Presente C Convidado NC Não convidado           | P Presente C Convidado NC Não convidado           | P Presente C Convidado NC Não convidado           | P Presente C Convidado NC Não convidado           |    |    |
| Data                                              | Emissora(s)                                       | CDU/CSU                                           | SPD                                               | Grüne                                             | AfD                                               | FDP                                               | Die Linke                                         |    |    |
| ------------------------------------------------- | ------------------------------------------------- | ------------------------------------------------- | ------------------------------------------------- | ------------------------------------------------- | ------------------------------------------------- | ------------------------------------------------- | ------------------------------------------------- | -- | -- |
| Data                                              | Emissora(s)                                       | 17 de Maio                                        | RBB                                               | NC                                                | P Scholz                                          | P Baerbock                                        | NC                                                | NC | NC |
| 20 de Maio                                        | WDR, tagesschau24 (Política europeia)             | P Laschet                                         | P Scholz                                          | P Baerbock                                        | NC                                                | NC                                                | NC                                                |    |    |
| 26 de Junho                                       | tagesschau24 (Relações exteriores)                | P Laschet                                         | P Scholz                                          | P Baerbock                                        | NC                                                | NC                                                | NC                                                |    |    |
| 29 de Agosto                                      | RTL, n-tv                                         | P Laschet                                         | P Scholz                                          | P Baerbock                                        | NC                                                | NC                                                | NC                                                |    |    |
| 12 de Setembro                                    | Das Erste, ZDF                                    | C Laschet                                         | C Scholz                                          | C Baerbock                                        | NC                                                | NC                                                | NC                                                |    |    |
| 13 de Setembro                                    | Das Erste, ZDF                                    | NC                                                | NC                                                | NC                                                | C Chrupalla/Weidel                                | C Lindner                                         | C Bartsch/Wissler                                 |    |    |
| 19 de Setembro                                    | ProSieben, Sat.1, Kabel eins                      | C Laschet                                         | C Scholz                                          | C Baerbock                                        | NC                                                | NC                                                | NC                                                |    |    |
| 23 de Setembro                                    | Das Erste, ZDF                                    | C Laschet & Söder                                 | C Scholz                                          | C Baerbock                                        | C Chrupalla/Weidel                                | C Lindner                                         | C Bartsch/Wissler                                 |    |    |

## Principais temas
As eleições federais de 2021 trouxeram temas importantes para a sociedade alemã. Uma pesquisa do instituto Forschungsgruppe Wahlen mostrou que a questão climática é a preocupação de 47% da população alemã, seguido por temas como a pandemia de Covid-19, imigração e refugiados, desigualdade social, previdência, entre outros.

### Enchentes
Em julho de 2021, uma forte chuva caiu sobre o sudoeste da Alemanha, principalmente sobre os estados da Renânia do Norte-Vestfália e o norte da Renânia-Palatinado, causando, ao menos, 184 mortes e tornando-se o desastre natural mais mortal da Alemanha desde a enchente do Mar do Norte, em 1962. Cidades foram varridas pela água, e mais de 1.300 pessoas foram ditadas como desaparecidas. O Serviço Meteorológico alemão relatou que a quantidade de chuva no país foi a maior em mais de 100 anos, e que algumas regiões receberam em um dia o que era esperado para um mês.
Em 17 de julho, o governador do estado e candidato a chancelaria pelo CDU, Armin Laschet, visitou a cidade de Erftstadt, uma das devastadas pelas enchentes, e foi flagrado dando risada durante uma entrevista coletiva concedida pelo presidente da Alemanha, Frank-Walter Steinmeier, onde ele prestava condolências às vítimas. No dia seguinte, Laschet se desculpou, através do Twitter.

## Resultados

### Método Proporcional (Lista)
| Partido                     | Partido                                      | Partido                                      | Lista de Partido | Lista de Partido | Lista de Partido | Lista de Partido | Lista de Partido |
| Partido                     | Partido                                      | Partido                                      | Votos            | %                | +/-              | Deputados        | +/-              |
| --------------------------- | -------------------------------------------- | -------------------------------------------- | ---------------- | ---------------- | ---------------- | ---------------- | ---------------- |
|                             | Partido Social-Democrata                     | Partido Social-Democrata                     | 11 955 434       | 25,74 / 100,00   | 5,23             | 85 / 437         | 9                |
|                             |                                              | União Democrata-Cristã                       | 8 775 471        | 18,90 / 100,00   | 7,86             | 54 / 437         | 39               |
|                             | União Social-Cristã                          | 2 402 827                                    | 5,17 / 100,00    | 1,00             | 0 / 437          | Estável          |                  |
| A União                     | A União                                      | 11 178 298                                   | 24,07 / 100,00   | 8,86             | 54 / 437         | 39               |                  |
|                             | Aliança 90/Os Verdes                         | Aliança 90/Os Verdes                         | 6 852 206        | 14,75 / 100,00   | 5,81             | 102 / 437        | 36               |
|                             | Partido Democrático Liberal                  | Partido Democrático Liberal                  | 5 319 952        | 11,46 / 100,00   | 0,71             | 92 / 437         | 12               |
|                             | Alternativa para a Alemanha                  | Alternativa para a Alemanha                  | 4 803 902        | 10,34 / 100,00   | 2,30             | 67 / 437         | 24               |
|                             | A Esquerda1                                  | A Esquerda1                                  | 2 270 906        | 4,89 / 100,00    | 4,35             | 36 / 437         | 28               |
|                             | Associação de Votantes do Schleswig do Sul 2 | Associação de Votantes do Schleswig do Sul 2 | 55 578           | 0,12 / 100,00    | Novo             | 1 / 437          | Novo             |
| Barreira Eleitoral de 5,00% |                                              |                                              |                  |                  |                  |                  |                  |
|                             | Eleitores Livres                             | Eleitores Livres                             | 1 127 784        | 2,43 / 100,00    | 1,43             | 0 / 437          | Estável          |
|                             | Partido da Proteção Animal                   | Partido da Proteção Animal                   | 675 353          | 1,45 / 100,00    | 0,65             | 0 / 437          | Estável          |
|                             | Partido Democrático de Base                  | Partido Democrático de Base                  | 630 153          | 1,36 / 100,00    | Novo             | 0 / 437          | Novo             |
|                             | Outros (com menos de 1,00%)                  | Outros (com menos de 1,00%)                  | 1 572 457        | 3,41 / 100,00    |                  | 0 / 437          |                  |
| Votos Inválidos             | Votos Inválidos                              | Votos Inválidos                              | 412 485          | 0,88 / 100,00    | 0,10             |                  |                  |
| Total                       | Total                                        | Total                                        | 46 854 508       | 100,00 / 100,00  |                  | 437 / 437        | 27               |
| Eleitorado/Participação     | Eleitorado/Participação                      | Eleitorado/Participação                      | 61 181 072       | 76,58 / 100,00   | 0,43             |                  |                  |
| Fonte                       | Fonte                                        | Fonte                                        | [ 47 ]           | [ 47 ]           | [ 47 ]           | [ 47 ]           | [ 47 ]           |

1 - Isento da barreira eleitoral de 5,00% por ter elegido 3 deputados pelo Método Preferencial/Uninominal
2 - Isento da barreira eleitoral de 5,00% por ser um partido representativo de uma minoria étnica.

### Método Uninominal (Distrito)
| Partido                 | Partido                     | Partido                     | Distrito Eleitoral | Distrito Eleitoral | Distrito Eleitoral | Distrito Eleitoral | Distrito Eleitoral |
| Partido                 | Partido                     | Partido                     | Votos              | %                  | +/-                | Deputados          | +/-                |
| ----------------------- | --------------------------- | --------------------------- | ------------------ | ------------------ | ------------------ | ------------------ | ------------------ |
|                         |                             | União Democrata-Cristã      | 10 451 524         | 22,54 / 100,00     | 7,71               | 98 / 299           | 87                 |
|                         | União Social-Cristã         | 2 788 048                   | 6,01 / 100,00      | 1,01               | 45 / 299           | 1                  |                    |
| A União                 | A União                     | 13 239 572                  | 28,55 / 100,00     | 8,72               | 143 / 299          | 88                 |                    |
|                         | Partido Social-Democrata    | Partido Social-Democrata    | 12 234 690         | 26,39 / 100,00     | 1,75               | 121 / 299          | 62                 |
|                         | Aliança 90/Os Verdes        | Aliança 90/Os Verdes        | 6 469 081          | 13,95 / 100,00     | 5,94               | 16 / 299           | 15                 |
|                         | Alternativa para a Alemanha | Alternativa para a Alemanha | 4 695 611          | 10,13 / 100,00     | 1,33               | 16 / 299           | 13                 |
|                         | Partido Democrático Liberal | Partido Democrático Liberal | 4 042 951          | 8,72 / 100,00      | 1,72               | 0 / 299            | Estável            |
|                         | A Esquerda                  | A Esquerda                  | 2 307 536          | 4,98 / 100,00      | 3,57               | 3 / 299            | 2                  |
|                         | Eleitores Livres            | Eleitores Livres            | 1 334 739          | 2,88 / 100,00      | 1,61               | 0 / 299            | Estável            |
|                         | Partido Democrático de Base | Partido Democrático de Base | 735 451            | 1,59 / 100,00      | Novo               | 0 / 299            | Novo               |
|                         | Die PARTEI                  | Die PARTEI                  | 543 145            | 1,17 / 100,00      | 0,64               | 0 / 299            | Estável            |
|                         | Outros (com menos de 1,00%) | Outros (com menos de 1,00%) | 759 237            | 1,62 / 100,00      |                    | 0 / 299            |                    |
| Votos Inválidos         | Votos Inválidos             | Votos Inválidos             | 492 495            | 1,05 / 100,00      | 0,20               |                    |                    |
| Total                   | Total                       | Total                       | 46 854 508         | 100,00 / 100,00    |                    | 299 / 299          |                    |
| Eleitorado/Participação | Eleitorado/Participação     | Eleitorado/Participação     | 61 181 072         | 76,58 / 100,00     | 0,43               |                    |                    |
| Fonte                   | Fonte                       | Fonte                       | [ 47 ]             | [ 47 ]             | [ 47 ]             | [ 47 ]             | [ 47 ]             |

### Total de Deputados
| Partido | Partido                                     | Partido                                     | Distrito Eleitoral | Distrito Eleitoral | Lista de Partido | Lista de Partido | Total     | Total   |
| Partido | Partido                                     | Partido                                     | Deputados          | +/-                | Deputados        | +/-              | Deputados | +/-     |
| ------- | ------------------------------------------- | ------------------------------------------- | ------------------ | ------------------ | ---------------- | ---------------- | --------- | ------- |
|         | Partido Social-Democrata                    | Partido Social-Democrata                    | 121 / 299          | 62                 | 85 / 437         | 9                | 206 / 736 | 53      |
|         |                                             | União Democrata-Cristã                      | 98 / 299           | 87                 | 54 / 437         | 39               | 152 / 736 | 48      |
|         | União Social-Cristã                         | 45 / 299                                    | 1                  | 0 / 437            | Estável          | 45 / 736         | 1         |         |
| A União | A União                                     | 143 / 299                                   | 88                 | 54 / 437           | 39               | 197 / 736        | 49        |         |
|         | Aliança 90/Os Verdes                        | Aliança 90/Os Verdes                        | 16 / 299           | 15                 | 102 / 437        | 36               | 118 / 736 | 51      |
|         | Partido Democrático Liberal                 | Partido Democrático Liberal                 | 0 / 299            | Estável            | 92 / 437         | 12               | 92 / 736  | 80      |
|         | Alternativa para a Alemanha                 | Alternativa para a Alemanha                 | 16 / 299           | 13                 | 67 / 437         | 24               | 83 / 736  | 11      |
|         | A Esquerda                                  | A Esquerda                                  | 3 / 299            | 2                  | 36 / 437         | 28               | 39 / 736  | 30      |
|         | Associação dos Votantes do Sul de Schleswig | Associação dos Votantes do Sul de Schleswig | 0 / 299            | Estável            | 1 / 437          | Estável          | 1 / 736   | Estável |
| Total   | Total                                       | Total                                       | 299 / 299          |                    | 437 / 437        | 27               | 736 / 736 | 27      |
| Fonte   | Fonte                                       | Fonte                                       | [ 47 ]             | [ 47 ]             | [ 47 ]           | [ 47 ]           | [ 47 ]    | [ 47 ]  |

### Resultados por Estado
| Lista da porcentagem de votos de cada partido por estado | Lista da porcentagem de votos de cada partido por estado | Lista da porcentagem de votos de cada partido por estado | Lista da porcentagem de votos de cada partido por estado | Lista da porcentagem de votos de cada partido por estado | Lista da porcentagem de votos de cada partido por estado | Lista da porcentagem de votos de cada partido por estado | Lista da porcentagem de votos de cada partido por estado |     |     |
| Estado                                                   | SPD                                                      | União                                                    | Verdes                                                   | FDP                                                      | AfD                                                      | Esquerda                                                 | Outros                                                   |     |     |
| -------------------------------------------------------- | -------------------------------------------------------- | -------------------------------------------------------- | -------------------------------------------------------- | -------------------------------------------------------- | -------------------------------------------------------- | -------------------------------------------------------- | -------------------------------------------------------- | --- | --- |
| Estado                                                   | Baden-Württemberg                                        | 21.6                                                     | 24.8                                                     | 17.2                                                     | 15.3                                                     | 9.6                                                      | Outros                                                   | 3.3 | 8.2 |
| Baixa Saxônia                                            | 33.1                                                     | 24.2                                                     | 16.1                                                     | 10.5                                                     | 7.4                                                      | 3.3                                                      | 5.4                                                      |     |     |
| Baviera                                                  | 18.0                                                     | 31.7                                                     | 14.1                                                     | 10.5                                                     | 9.0                                                      | 2.8                                                      | 13.9                                                     |     |     |
| Berlim                                                   | 23.5                                                     | 15.9                                                     | 22.4                                                     | 8.1                                                      | 8.4                                                      | 11.4                                                     | 9.4                                                      |     |     |
| Brandemburgo                                             | 29.5                                                     | 15.3                                                     | 9.0                                                      | 9.3                                                      | 18.1                                                     | 8.5                                                      | 10.3                                                     |     |     |
| Bremen                                                   | 31.5                                                     | 17.2                                                     | 20.8                                                     | 9.3                                                      | 6.9                                                      | 7.7                                                      | 6.5                                                      |     |     |
| Eslésvico-Holsácia                                       | 28.0                                                     | 22.0                                                     | 18.3                                                     | 12.5                                                     | 6.8                                                      | 3.6                                                      | 8.7                                                      |     |     |
| Hamburgo                                                 | 29.7                                                     | 15.5                                                     | 24.9                                                     | 11.4                                                     | 5.0                                                      | 6.7                                                      | 6.8                                                      |     |     |
| Hesse                                                    | 27.6                                                     | 22.8                                                     | 15.8                                                     | 12.8                                                     | 8.8                                                      | 4.3                                                      | 7.9                                                      |     |     |
| Mecklemburgo-Pomerânia Ocidental                         | 29.1                                                     | 17.4                                                     | 7.8                                                      | 8.2                                                      | 18.0                                                     | 11.1                                                     | 8.4                                                      |     |     |
| Renânia do Norte-Vestfália                               | 29.1                                                     | 26.0                                                     | 16.1                                                     | 11.4                                                     | 7.3                                                      | 3.7                                                      | 6.5                                                      |     |     |
| Renânia-Palatinado                                       | 29.4                                                     | 24.7                                                     | 12.6                                                     | 11.7                                                     | 9.2                                                      | 3.3                                                      | 9.2                                                      |     |     |
| Sarre                                                    | 37.3                                                     | 23.6                                                     | –                                                        | 11.5                                                     | 10.0                                                     | 7.2                                                      | 10.5                                                     |     |     |
| Saxônia                                                  | 19.3                                                     | 17.2                                                     | 8.6                                                      | 11.0                                                     | 24.6                                                     | 9.3                                                      | 9.9                                                      |     |     |
| Saxônia-Anhalt                                           | 25.4                                                     | 21.0                                                     | 6.5                                                      | 9.5                                                      | 19.6                                                     | 9.6                                                      | 8.4                                                      |     |     |
| Turíngia                                                 | 23.4                                                     | 16.9                                                     | 6.6                                                      | 9.0                                                      | 24.0                                                     | 11.4                                                     | 8.7                                                      |     |     |

#### Baden-Württemberg
| Partido                 | Partido                     | Distrito Eleitoral | Distrito Eleitoral | Distrito Eleitoral | Lista de Partido | Lista de Partido | Lista de Partido | Deputados | +/-     |
| Partido                 | Partido                     | Votos              | %                  | +/-                | Votos            | %                | +/-              | Deputados | +/-     |
| ----------------------- | --------------------------- | ------------------ | ------------------ | ------------------ | ---------------- | ---------------- | ---------------- | --------- | ------- |
|                         | União Democrata-Cristã      | 1 767 316          | 29,7 / 100,0       | 9,6                | 1 477 612        | 24,8 / 100,0     | 9,6              | 33 / 102  | 5       |
|                         | Partido Social-Democrata    | 1 247 455          | 21,0 / 100,0       | 1,5                | 1 287 934        | 21,6 / 100,0     | 5,2              | 22 / 102  | 6       |
|                         | Aliança 90/Os Verdes        | 1 058 334          | 17,8 / 100,0       | 4,4                | 1 022 226        | 17,2 / 100,0     | 3,7              | 18 / 102  | 5       |
|                         | Partido Democrático Liberal | 711 697            | 12,0 / 100,0       | 3,3                | 908 039          | 15,3 / 100,0     | 2,6              | 16 / 102  | 4       |
|                         | Alternativa para a Alemanha | 561 058            | 9,4 / 100,0        | 2,1                | 571 336          | 9,6 / 100,0      | 2,6              | 10 / 102  | 1       |
|                         | A Esquerda                  | 175 691            | 3,0 / 100,0        | 2,4                | 196 874          | 3,3 / 100,0      | 3,1              | 3 / 102   | 3       |
|                         | Partido Democrático de Base | 127 340            | 2,1 / 100,0        | Novo               | 114 919          | 1,9 / 100,0      | Novo             | 0 / 102   | Novo    |
|                         | Eleitores Livres            | 143 422            | 2,4 / 100,0        | 1,8                | 103 611          | 1,7 / 100,0      | 1,0              | 0 / 102   | Estável |
|                         | Partido da Proteção Animal  | 21 822             | 0,4 / 100,0        | Estável            | 74 702           | 1,3 / 100,0      | 0,4              | 0 / 102   | Estável |
|                         | Die PARTEI                  | 73 115             | 1,2 / 100,0        | 0,8                | 53 597           | 0,9 / 100,0      | 0,2              | 0 / 102   | Estável |
|                         | Outros (com menos de 1,00%) | 55 483             | 1,0 / 100,0        |                    | 138 810          | 2,1 / 100,0      |                  | 0 / 102   |         |
| Votos Inválidos         | Votos Inválidos             | 54 574             | 0,9 / 100,0        | 0,3                | 47 657           | 0,8 / 100,0      | 0,2              |           |         |
| Total                   | Total                       | 5 997 317          | 100,0 / 100,0      |                    | 5 997 317        | 100,0 / 100,0    |                  | 102 / 102 | 6       |
| Eleitorado/Participação | Eleitorado/Participação     | 7 711 531          | 77,8 / 100,00      | 0,5                | 7 711 531        | 77,8 / 100,00    | 0,5              |           |         |

#### Baixa Saxônia
| Partido                 | Partido                     | Distrito Eleitoral | Distrito Eleitoral | Distrito Eleitoral | Lista de Partido | Lista de Partido | Lista de Partido | Deputados | +/-     |
| Partido                 | Partido                     | Votos              | %                  | +/-                | Votos            | %                | +/-              | Deputados | +/-     |
| ----------------------- | --------------------------- | ------------------ | ------------------ | ------------------ | ---------------- | ---------------- | ---------------- | --------- | ------- |
|                         | Partido Social-Democrata    | 1 603 785          | 35,5 / 100,0       | 1,9                | 1 498 500        | 33,1 / 100,0     | 5,7              | 25 / 73   | 5       |
|                         | União Democrata-Cristã      | 1 323 070          | 29,3 / 100,0       | 9,0                | 1 093 579        | 24,2 / 100,0     | 10,7             | 18 / 73   | 3       |
|                         | Aliança 90/Os Verdes        | 646 848            | 14,3 / 100,0       | 7,1                | 726 613          | 16,1 / 100,0     | 7,4              | 13 / 73   | 7       |
|                         | Partido Democrático Liberal | 347 802            | 7,7 / 100,0        | 2,0                | 474 638          | 10,5 / 100,0     | 1,2              | 8 / 73    | 1       |
|                         | Alternativa para a Alemanha | 292 032            | 6,5 / 100,0        | 1,5                | 336 434          | 7,4 / 100,0      | 1,7              | 6 / 73    | 1       |
|                         | A Esquerda                  | 142 785            | 3,2 / 100,0        | 2,7                | 148 657          | 3,3 / 100,0      | 3,6              | 3 / 73    | 2       |
|                         | Partido da Proteção Animal  | 25 460             | 0,6 / 100,0        | -                  | 57 931           | 1,3 / 100,0      | 0,4              | 0 / 73    | Estável |
|                         | Partido Democrático de Base | 52 585             | 1,2 / 100,0        | Novo               | 46 369           | 1,0 / 100,0      | Novo             | 0 / 73    | Novo    |
|                         | Eleitores Livres            | 47 466             | 1,1 / 100,0        | 0,5                | 37 214           | 0,8 / 100,0      | 0,4              | 0 / 73    | Estável |
|                         | Outros (com menos de 1,00%) | 36 739             | 0,7 / 100,0        |                    | 103 286          | 2,4 / 100,0      |                  | 0 / 73    |         |
| Votos Inválidos         | Votos Inválidos             | 44 570             | 1,0 / 100,0        | Estável            | 39 921           | 0,9 / 100,0      | 0,1              |           |         |
| Total                   | Total                       | 4 563 142          | 100,0 / 100,0      |                    | 4 563 142        | 100,0 / 100,0    |                  | 73 / 73   | 7       |
| Eleitorado/Participação | Eleitorado/Participação     | 6 105 381          | 6 105 381          | 6 105 381          | 6 105 381        | 74,7 / 100,0     | 1,7              |           |         |

#### Baviera
| Partido                 | Partido                       | Distrito Eleitoral | Distrito Eleitoral | Distrito Eleitoral | Lista de Partido | Lista de Partido | Lista de Partido | Deputados | +/-     |
| Partido                 | Partido                       | Votos              | %                  | +/-                | Votos            | %                | +/-              | Deputados | +/-     |
| ----------------------- | ----------------------------- | ------------------ | ------------------ | ------------------ | ---------------- | ---------------- | ---------------- | --------- | ------- |
|                         | União Social-Cristã           | 2 788 048          | 36,9 / 100,0       | 7,3                | 2 402 827        | 31,7 / 100,0     | 7,1              | 45 / 117  | 1       |
|                         | Partido Social-Democrata      | 1 316 303          | 17,4 / 100,0       | 0,7                | 1 361 242        | 18,0 / 100,0     | 2,7              | 23 / 117  | 5       |
|                         | Aliança 90/Os Verdes          | 1 023 735          | 13,6 / 100,0       | 4,6                | 1 067 830        | 14,1 / 100,0     | 4,3              | 19 / 117  | 8       |
|                         | Partido Democrático Liberal   | 579 804            | 7,7 / 100,0        | 1,2                | 798 591          | 10,5 / 100,0     | 0,3              | 14 / 117  | 2       |
|                         | Alternativa para a Alemanha   | 634 098            | 8,4 / 100,0        | 2,1                | 679 915          | 9,0 / 100,0      | 3,4              | 12 / 117  | 2       |
|                         | Eleitores Livres              | 587 357            | 7,8 / 100,0        | 4,4                | 566 880          | 7,5 / 100,0      | 4,8              | 0 / 117   | Estável |
|                         | A Esquerda                    | 187 530            | 2,5 / 100,0        | 2,7                | 210 838          | 2,8 / 100,0      | 3,3              | 4 / 117   | 3       |
|                         | Partido Democrático de Base   | 156 556            | 2,1 / 100,0        | Novo               | 131 988          | 1,7 / 100,0      | Novo             | 0 / 117   | Novo    |
|                         | Partido da Proteção Animal    | 20 429             | 0,3 / 100,0        | -                  | 80 911           | 1,1 / 100,0      | 0,2              | 0 / 117   | Estável |
|                         | Partido Democrático Ecológico | 96 378             | 1,3 / 100,0        | 0,3                | 51 124           | 0,7 / 100,0      | 0,2              | 0 / 117   | Estável |
|                         | Outros (com menos de 1,00%)   | 162 878            | 2,0 / 100,0        |                    | 219 167          | 2,8 / 100,0      |                  | 0 / 117   |         |
| Votos Inválidos         | Votos Inválidos               | 55 864             | 0,7 / 100,0        | 0,2                | 37 667           | 0,5 / 100,0      | 0,2              |           |         |
| Total                   | Total                         | 7 608 980          | 100,0 / 100,0      |                    | 7 608 980        | 100,0 / 100,0    |                  | 117 / 117 | 9       |
| Eleitorado/Participação | Eleitorado/Participação       | 9 517 664          | 9 517 664          | 9 517 664          | 9 517 664        | 79,9 / 100,0     | 1,7              |           |         |

#### Berlim
| Partido                 | Partido                         | Distrito Eleitoral | Distrito Eleitoral | Distrito Eleitoral | Lista de Partido | Lista de Partido | Lista de Partido | Deputados | +/-     |
| Partido                 | Partido                         | Votos              | %                  | +/-                | Votos            | %                | +/-              | Deputados | +/-     |
| ----------------------- | ------------------------------- | ------------------ | ------------------ | ------------------ | ---------------- | ---------------- | ---------------- | --------- | ------- |
|                         | Partido Social-Democrata        | 417 163            | 22,9 / 100,0       | 1,9                | 428 289          | 23,4 / 100,0     | 5,5              | 7 / 29    | 2       |
|                         | Aliança 90/Os Verdes            | 380 581            | 20,9 / 100,0       | 8,5                | 408 533          | 22,4 / 100,0     | 9,8              | 7 / 29    | 3       |
|                         | União Democrata-Cristã          | 344 838            | 18,9 / 100,0       | 5,8                | 289 691          | 15,9 / 100,0     | 6,8              | 5 / 29    | 1       |
|                         | A Esquerda                      | 260 242            | 14,3 / 100,0       | 5,9                | 209 052          | 11,4 / 100,0     | 7,4              | 4 / 29    | 2       |
|                         | Partido Democrático Liberal     | 129 678            | 7,1 / 100,0        | 1,5                | 165 937          | 9,1 / 100,0      | 0,2              | 3 / 29    | Estável |
|                         | Alternativa para a Alemanha     | 147 134            | 8,1 / 100,0        | 3,0                | 153 694          | 8,4 / 100,0      | 3,6              | 3 / 29    | 1       |
|                         | Partido da Proteção Animal      | 49 467             | 2,7 / 100,0        | -                  | 45 282           | 2,5 / 100,0      | 1,2              | 0 / 29    | Estável |
|                         | Die PARTEI                      | 38 554             | 2,1 / 100,0        | 0,8                | 28 338           | 1,6 / 100,0      | 0,5              | 0 / 29    | Estável |
|                         | Equipa Todenhöfer               | 2 604              | 0,1 / 100,0        | Novo               | 20 168           | 1,1 / 100,0      | Novo             | 0 / 29    | Novo    |
|                         | Os Cinzas - Para Todas Gerações | 2 368              | 0,1 / 100,0        | Novo               | 19 443           | 1,1 / 100,0      | Novo             | 0 / 29    | Novo    |
|                         | Partido Democrático de Base     | 19 601             | 1,1 / 100,0        | Novo               | -                | -                | -                | 0 / 29    | Novo    |
|                         | Outros (com menos de 1,00%)     | 33 042             | 2,0 / 100,0        |                    | 58 154           | 3,1 / 100,0      |                  | 0 / 29    |         |
| Votos Inválidos         | Votos Inválidos                 | 31 631             | 1,7 / 100,0        | 0,2                | 30 322           | 1,6 / 100,0      | 0,3              |           |         |
| Total                   | Total                           | 1 856 903          | 100,0 / 100,0      |                    | 1 856 903        | 100,0 / 100,0    |                  | 29 / 29   | 1       |
| Eleitorado/Participação | Eleitorado/Participação         | 2 468 919          | 2 468 919          | 2 468 919          | 2 468 919        | 75,2 / 100,0     | 0,4              |           |         |

#### Brandemburgo
| Partido                 | Partido                     | Distrito Eleitoral | Distrito Eleitoral | Distrito Eleitoral | Lista de Partido | Lista de Partido | Lista de Partido | Deputados | +/-     |
| Partido                 | Partido                     | Votos              | %                  | +/-                | Votos            | %                | +/-              | Deputados | +/-     |
| ----------------------- | --------------------------- | ------------------ | ------------------ | ------------------ | ---------------- | ---------------- | ---------------- | --------- | ------- |
|                         | Partido Social-Democrata    | 437 753            | 28,7 / 100,0       | 8,2                | 450 573          | 29,5 / 100,0     | 11,9             | 10 / 25   | 6       |
|                         | Alternativa para a Alemanha | 279 978            | 18,3 / 100,0       | 1,1                | 277 412          | 18,1 / 100,0     | 2,1              | 5 / 25    | Estável |
|                         | União Democrata-Cristã      | 283 668            | 18,6 / 100,00      | 10,4               | 233 891          | 15,3 / 100,00    | 11,4             | 4 / 25    | 5       |
|                         | Partido Democrático Liberal | 121 094            | 7,9 / 100,00       | 2,8                | 142 426          | 9,3 / 100,00     | 2,2              | 2 / 25    | Estável |
|                         | Aliança 90/Os Verdes        | 120 005            | 7,9 / 100,00       | 3,4                | 137 472          | 9,0 / 100,00     | 4,0              | 2 / 25    | 1       |
|                         | A Esquerda                  | 142 628            | 9,3 / 100,00       | 7,9                | 129 762          | 8,5 / 100,00     | 8,7              | 2 / 25    | 2       |
|                         | Eleitores Livres            | 47 029             | 3,1 / 100,00       | 1,2                | 40 509           | 2,6 / 100,00     | 1,4              | 0 / 25    | Estável |
|                         | Partido da Proteção Animal  | 6 735              | 0,4 / 100,0        | -                  | 39 823           | 2,6 / 100,00     | 0,8              | 0 / 25    | Estável |
|                         | Partido Democrático de Base | 26 766             | 1,8 / 100,00       | Novo               | 23 062           | 1,5 / 100,00     | Novo             | 0 / 25    | Novo    |
|                         | Die PARTEI                  | 27 429             | 1,8 / 100,0        | 0,6                | 19 199           | 1,3 / 100,0      | Estável          | 0 / 25    | Estável |
|                         | Outros (com menos de 1,00%) | 34 673             | 2,3 / 100,0        |                    | 35 514           | 2,3 / 100,0      |                  | 0 / 25    |         |
| Votos Inválidos         | Votos Inválidos             | 21 706             | 1,4 / 100,0        | 0,2                | 19 821           | 1,3 / 100,0      | 0,1              |           |         |
| Total                   | Total                       | 1 549 464          | 100,0 / 100,0      |                    | 1 549 464        | 100,0 / 100,0    |                  | 25 / 25   |         |
| Eleitorado/Participação | Eleitorado/Participação     | 2 048 844          | 2 048 844          | 2 048 844          | 2 048 844        | 75,6 / 100,0     | 1,9              |           |         |

#### Bremen
| Partido                 | Partido                     | Distrito Eleitoral | Distrito Eleitoral | Distrito Eleitoral | Lista de Partido | Lista de Partido | Lista de Partido | Deputados | +/-     |
| Partido                 | Partido                     | Votos              | %                  | +/-                | Votos            | %                | +/-              | Deputados | +/-     |
| ----------------------- | --------------------------- | ------------------ | ------------------ | ------------------ | ---------------- | ---------------- | ---------------- | --------- | ------- |
|                         | Partido Social-Democrata    | 108 432            | 33,2 / 100,0       | 1,5                | 103 224          | 31,5 / 100,0     | 4,7              | 2 / 5     | Estável |
|                         | Aliança 90/Os Verdes        | 60 490             | 18,5 / 100,0       | 8,4                | 68 427           | 20,9 / 100,0     | 9,9              | 1 / 5     | Estável |
|                         | União Democrata-Cristã      | 67 992             | 20,8 / 100,0       | 3,7                | 56 499           | 17,2 / 100,0     | 7,8              | 1 / 5     | Estável |
|                         | Partido Democrático Liberal | 22 398             | 6,8 / 100,0        | 2,4                | 30 481           | 9,3 / 100,0      | Estável          | 1 / 5     | 1       |
|                         | A Esquerda                  | 25 923             | 7,9 / 100,0        | 4,1                | 25 352           | 7,7 / 100,0      | 5,8              | 0 / 5     | 1       |
|                         | Alternativa para a Alemanha | 21 565             | 6,6 / 100,0        | 2,8                | 22 575           | 6,9 / 100,0      | 3,1              | 0 / 5     | 1       |
|                         | Partido da Proteção Animal  | 2 440              | 0,7 / 100,0        | -                  | 4 517            | 1,4 / 100,0      | -                | 0 / 5     | Estável |
|                         | Die PARTEI                  | 5 464              | 1,7 / 100,0        | 0,6                | 3 909            | 1,2 / 100,0      | 0,4              | 0 / 5     | Estável |
|                         | Partido Democrático de Base | 4 007              | 1,2 / 100,0        | Novo               | 3 461            | 1,1 / 100,0      | Novo             | 0 / 5     | Novo    |
|                         | Eleitores Livres            | 3 652              | 1,1 / 100,0        | 0,8                | 2 911            | 0,9 / 100,0      |                  | 0 / 5     | Estável |
|                         | Outros (com menos de 1,00%) | 4 694              | 1,5 / 100,0        |                    | 6 684            | 2,0 / 100,0      |                  | 0 / 5     |         |
| Votos Inválidos         | Votos Inválidos             | 3 374              | 1,0 / 100,0        | 0,6                | 2 391            | 0,7 / 100,0      | 0,4              |           |         |
| Total                   | Total                       | 330 431            | 100,0 / 100,0      |                    | 330 431          | 100,0 / 100,0    |                  | 5 / 5     | 1       |
| Eleitorado/Participação | Eleitorado/Participação     | 459 749            | 459 749            | 459 749            | 459 749          | 71,9 / 100,0     | 1,2              |           |         |

#### Hamburgo
| Partido                 | Partido                     | Distrito Eleitoral | Distrito Eleitoral | Distrito Eleitoral | Lista de Partido | Lista de Partido | Lista de Partido | Deputados | +/-     |
| Partido                 | Partido                     | Votos              | %                  | +/-                | Votos            | %                | +/-              | Deputados | +/-     |
| ----------------------- | --------------------------- | ------------------ | ------------------ | ------------------ | ---------------- | ---------------- | ---------------- | --------- | ------- |
|                         | Partido Social-Democrata    | 334 831            | 33,4 / 100,0       | 1,4                | 298 342          | 29,7 / 100,0     | 6,2              | 5 / 16    | Estável |
|                         | Aliança 90/Os Verdes        | 237 328            | 23,7 / 100,0       | 12,0               | 250 532          | 24,9 / 100,0     | 11,0             | 4 / 16    | 2       |
|                         | União Democrata-Cristã      | 179 572            | 17,9 / 100,0       | 9,6                | 155 220          | 15,4 / 100,0     | 11,8             | 3 / 16    | 1       |
|                         | Partido Democrático Liberal | 84 603             | 8,4 / 100,0        | 1,3                | 114 602          | 11,4 / 100,0     | 0,6              | 2 / 16    | Estável |
|                         | A Esquerda                  | 72 507             | 7,2 / 100,0        | 3,6                | 67 578           | 6,7 / 100,0      | 5,5              | 1 / 16    | 1       |
|                         | Alternativa para a Alemanha | 49 828             | 5,0 / 100,0        | 2,3                | 50 537           | 5,0 / 100,0      | 2,8              | 1 / 16    | Estável |
|                         | Partido Democrático de Base | 17 259             | 1,7 / 100,0        | Novo               | 13 961           | 1,4 / 100,0      | Novo             | 0 / 16    | Novo    |
|                         | Partido da Proteção Animal  | -                  | -                  | -                  | 12 325           | 1,2 / 100,0      | 0,3              | 0 / 16    | Estável |
|                         | Die PARTEI                  | 6 585              | 0,7 / 100,0        | 0,5                | 10 147           | 1,0 / 100,0      | 0,6              | 0 / 16    | Estável |
|                         | Outros (com menos de 1,00%) | 20 811             | 2,1 / 100,0        |                    | 32 300           | 3,0 / 100,0      |                  | 0 / 16    |         |
| Votos Inválidos         | Votos Inválidos             | 7 720              | 0,8 / 100,0        | 0,2                | 5 500            | 0,5 / 100,0      | 0,2              |           |         |
| Total                   | Total                       | 1 011 044          | 100,0 / 100,0      |                    | 1 011 044        | 100,0 / 100,0    |                  | 16 / 16   |         |
| Eleitorado/Participação | Eleitorado/Participação     | 1 298 792          | 1 298 792          | 1 298 792          | 1 298 792        | 77,8 / 100,0     | 1,9              |           |         |

#### Hesse
| Partido                 | Partido                     | Distrito Eleitoral | Distrito Eleitoral | Distrito Eleitoral | Lista de Partido | Lista de Partido | Lista de Partido | Deputados | +/-     |
| Partido                 | Partido                     | Votos              | %                  | +/-                | Votos            | %                | +/-              | Deputados | +/-     |
| ----------------------- | --------------------------- | ------------------ | ------------------ | ------------------ | ---------------- | ---------------- | ---------------- | --------- | ------- |
|                         | Partido Social-Democrata    | 1 000 129          | 30,3 / 100,0       | 1,1                | 910 035          | 27,6 / 100,0     | 4,1              | 15 / 50   | 3       |
|                         | União Democrata-Cristã      | 909 147            | 27,6 / 100,0       | 7,8                | 753 512          | 22,8 / 100,0     | 8,1              | 12 / 50   | 5       |
|                         | Aliança 90/Os Verdes        | 480 535            | 14,6 / 100,0       | 6,5                | 521 411          | 15,8 / 100,0     | 6,1              | 9 / 50    | 4       |
|                         | Partido Democrático Liberal | 315 712            | 9,6 / 100,0        | 2,5                | 421 621          | 12,8 / 100,0     | 1,2              | 7 / 50    | 1       |
|                         | Alternativa para a Alemanha | 285 337            | 8,7 / 100,0        | 2,5                | 290 978          | 8,8 / 100,0      | 3,1              | 5 / 50    | 1       |
|                         | A Esquerda                  | 130 457            | 4,0 / 100,0        | 2,6                | 142 585          | 4,3 / 100,0      | 3,8              | 2 / 50    | 2       |
|                         | Eleitores Livres            | 81 432             | 2,5 / 100,0        | 1,1                | 56 155           | 1,7 / 100,0      | 0,8              | 0 / 50    | Estável |
|                         | Partido da Proteção Animal  | -                  | -                  | -                  | 49 047           | 1,5 / 100,0      | 0,5              | 0 / 50    | Estável |
|                         | Partido Democrático de Base | 47 736             | 1,4 / 100,0        | Novo               | 43 106           | 1,3 / 100,0      | Novo             | 0 / 50    | Novo    |
|                         | Outros (com menos de 1,00%) | 45 448             | 1,3 / 100,0        |                    | 112 360          | 3,2 / 100,0      |                  | 0 / 50    |         |
| Votos Inválidos         | Votos Inválidos             | 44 706             | 1,3 / 100,0        | 0,2                | 39 829           | 1,2 / 100,0      | 0,2              |           |         |
| Total                   | Total                       | 3 340 639          | 100,0 / 100,0      |                    | 3 340 639        | 100,0 / 100,0    |                  | 50 / 50   |         |
| Eleitorado/Participação | Eleitorado/Participação     | 4 383 047          | 4 383 047          | 4 383 047          | 4 383 047        | 76,2 / 100,0     | 0,8              |           |         |

#### Mecklemburgo-Pomerânia Ocidental
| Partido                 | Partido                     | Distrito Eleitoral | Distrito Eleitoral | Distrito Eleitoral | Lista de Partido | Lista de Partido | Lista de Partido | Deputados | +/-     |
| Partido                 | Partido                     | Votos              | %                  | +/-                | Votos            | %                | +/-              | Deputados | +/-     |
| ----------------------- | --------------------------- | ------------------ | ------------------ | ------------------ | ---------------- | ---------------- | ---------------- | --------- | ------- |
|                         | Partido Social-Democrata    | 261 408            | 28,5 / 100,0       | 11,1               | 267 368          | 29,1 / 100,0     | 14,0             | 6 / 16    | 4       |
|                         | Alternativa para a Alemanha | 169 977            | 18,5 / 100,0       | 0,3                | 165 342          | 18,0 / 100,0     | 0,6              | 3 / 16    | Estável |
|                         | União Democrata-Cristã      | 180 669            | 19,7 / 100,0       | 14,5               | 160 103          | 17,4 / 100,0     | 15,7             | 3 / 16    | 3       |
|                         | A Esquerda                  | 116 033            | 12,6 / 100,0       | 5,9                | 101 735          | 11,1 / 100,0     | 6,7              | 2 / 16    | 1       |
|                         | Partido Democrático Liberal | 66 328             | 7,2 / 100,0        | 2,5                | 75 555           | 8,2 / 100,0      | 2,0              | 1 / 16    | Estável |
|                         | Aliança 90/Os Verdes        | 62 664             | 6,8 / 100,0        | 3,2                | 71 956           | 7,8 / 100,0      | 3,5              | 1 / 16    | Estável |
|                         | Partido da Proteção Animal  | 14 324             | 1,6 / 100,0        | 1,4                | 20 582           | 2,2 / 100,0      | 0,9              | 0 / 16    | Estável |
|                         | Partido Democrático de Base | 16 019             | 1,7 / 100,0        | Novo               | 16 336           | 1,8 / 100,0      | Novo             | 0 / 16    | Novo    |
|                         | Eleitores Livres            | 17 781             | 1,9 / 100,0        | 0,4                | 13 344           | 1,5 / 100,0      | 0,7              | 0 / 16    | Estável |
|                         | Outros (com menos de 1,00%) | 12 883             | 1,3 / 100,0        |                    | 26 538           | 2,9 / 100,0      |                  | 0 / 16    |         |
| Votos Inválidos         | Votos Inválidos             | 16 954             | 1,8 / 100,0        | 0,5                | 16 181           | 1,7 / 100,0      | 0,5              |           |         |
| Total                   | Total                       | 935 040            | 100,0 / 100,0      |                    | 935 040          | 100,0 / 100,0    |                  | 16 / 16   |         |
| Eleitorado/Participação | Eleitorado/Participação     | 1 314 435          | 1 314 435          | 1 314 435          | 1 314 435        | 71,1 / 100,0     | 0,2              |           |         |

#### Renânia do Norte-Vestfália
| Partido                 | Partido                     | Distrito Eleitoral | Distrito Eleitoral | Distrito Eleitoral | Lista de Partido | Lista de Partido | Lista de Partido | Deputados | +/-     |
| Partido                 | Partido                     | Votos              | %                  | +/-                | Votos            | %                | +/-              | Deputados | +/-     |
| ----------------------- | --------------------------- | ------------------ | ------------------ | ------------------ | ---------------- | ---------------- | ---------------- | --------- | ------- |
|                         | Partido Social-Democrata    | 3 068 628          | 31,1 / 100,0       | 0,2                | 2 880 226        | 29,1 / 100,0     | 3,1              | 49 / 155  | 8       |
|                         | União Democrata-Cristã      | 2 973 458          | 30,1 / 100,0       | 8,2                | 2 566 719        | 26,0 / 100,0     | 6,6              | 42 / 155  | Estável |
|                         | Aliança 90/Os Verdes        | 1 500 696          | 15,2 / 100,0       | 8,7                | 1 587 067        | 16,1 / 100,0     | 8,5              | 27 / 155  | 15      |
|                         | Partido Democrático Liberal | 851 337            | 8,6 / 100,0        | 0,6                | 1 130 154        | 11,4 / 100,0     | 1,7              | 19 / 155  | 1       |
|                         | Alternativa para a Alemanha | 705 020            | 7,1 / 100,0        | 1,0                | 717 510          | 7,3 / 100,0      | 2,1              | 12 / 155  | 3       |
|                         | A Esquerda                  | 317 869            | 3,2 / 100,0        | 3,2                | 366 947          | 3,7 / 100,0      | 3,8              | 6 / 155   | 6       |
|                         | Partido da Proteção Animal  | 11 068             | 0,1 / 100,0        | -                  | 136 195          | 1,4 / 100,0      | 0,6              | 0 / 155   | Estável |
|                         | Die PARTEI                  | 170 191            | 1,7 / 100,0        | 1,3                | 108 504          | 1,1 / 100,0      | 0,3              | 0 / 155   | Estável |
|                         | Partido Democrático de Base | 111 606            | 1,1 / 100,0        | Novo               | 99 217           | 1,0 / 100,0      | Novo             | 0 / 155   | Novo    |
|                         | Eleitores Livres            | 97 782             | 1,0 / 100,0        | 0,7                | 64 990           | 0,7 / 100,0      | 0,4              | 0 / 155   | Estável |
|                         | Outros (com menos de 1,00%) | 60 864             | 0,5 / 100,0        |                    | 230 501          | 2,3 / 100,0      |                  | 0 / 155   |         |
| Votos Inválidos         | Votos Inválidos             | 92 465             | 0,9 / 100,0        | 0,4                | 72 954           | 0,7 / 100,0      | 0,2              |           |         |
| Total                   | Total                       | 9 960 984          | 100,0 / 100,0      |                    | 9 960 984        | 100,0 / 100,0    |                  | 155 / 155 | 13      |
| Eleitorado/Participação | Eleitorado/Participação     | 13 040 267         | 13 040 267         | 13 040 267         | 13 040 267       | 76,4 / 100,0     | 1,0              |           |         |

#### Renânia-Palatinado
| Partido                 | Partido                     | Distrito Eleitoral | Distrito Eleitoral | Distrito Eleitoral | Lista de Partido | Lista de Partido | Lista de Partido | Deputados | +/-     |
| Partido                 | Partido                     | Votos              | %                  | +/-                | Votos            | %                | +/-              | Deputados | +/-     |
| ----------------------- | --------------------------- | ------------------ | ------------------ | ------------------ | ---------------- | ---------------- | ---------------- | --------- | ------- |
|                         | Partido Social-Democrata    | 697 183            | 30,0 / 100,0       | 1,2                | 685 534          | 29,4 / 100,0     | 5,2              | 12 / 36   | 3       |
|                         | União Democrata-Cristã      | 686 825            | 29,5 / 100,0       | 10,1               | 576 533          | 24,7 / 100,0     | 11,2             | 9 / 36    | 5       |
|                         | Aliança 90/Os Verdes        | 247 246            | 10,6 / 100,0       | 4,6                | 293 135          | 12,6 / 100,0     | 5,0              | 5 / 36    | 2       |
|                         | Partido Democrático Liberal | 193 360            | 8,3 / 100,0        | 1,4                | 272 451          | 11,7 / 100,0     | 1,3              | 5 / 36    | 1       |
|                         | Alternativa para a Alemanha | 205 790            | 8,8 / 100,0        | 0,7                | 215 205          | 9,2 / 100,0      | 2,0              | 4 / 36    | Estável |
|                         | Eleitores Livres            | 116 525            | 5,0 / 100,0        | 2,7                | 84 396           | 3,6 / 100,0      | 2,2              | 0 / 36    | Estável |
|                         | A Esquerda                  | 84 143             | 3,6 / 100,0        | 2,1                | 76 123           | 3,3 / 100,0      | 3,5              | 1 / 36    | 2       |
|                         | Partido da Proteção Animal  | 9 487              | 0,4 / 100,0        | -                  | 35 759           | 1,5 / 100,0      | -                | 0 / 36    | -       |
|                         | Partido Democrático de Base | 31 791             | 1,4 / 100,0        | Novo               | 28 719           | 1,2 / 100,0      | Novo             | 0 / 36    | Novo    |
|                         | Outros (com menos de 1,00%) | 53 319             | 2,0 / 100,0        |                    | 66 297           | 2,8 / 100,0      |                  | 0 / 36    |         |
| Votos Inválidos         | Votos Inválidos             | 31 352             | 1,3 / 100,0        | 0,4                | 22 869           | 1,0 / 100,0      | 0,2              |           |         |
| Total                   | Total                       | 2 357 021          | 100,0 / 100,0      |                    | 2 357 021        | 100,0 / 100,0    |                  | 36 / 36   | 1       |
| Eleitorado/Participação | Eleitorado/Participação     | 3 053 335          | 3 053 335          | 3 053 335          | 3 053 335        | 77,2 / 100,0     | 0,4              |           |         |

#### Sarre
| Partido                 | Partido                     | Distrito Eleitoral | Distrito Eleitoral | Distrito Eleitoral | Lista de Partido | Lista de Partido | Lista de Partido | Deputados | +/-     |
| Partido                 | Partido                     | Votos              | %                  | +/-                | Votos            | %                | +/-              | Deputados | +/-     |
| ----------------------- | --------------------------- | ------------------ | ------------------ | ------------------ | ---------------- | ---------------- | ---------------- | --------- | ------- |
|                         | Partido Social-Democrata    | 208 329            | 36,4 / 100,0       | 4,9                | 213 777          | 37,3 / 100,0     | 10,1             | 4 / 9     | 1       |
|                         | União Democrata-Cristã      | 159 323            | 27,8 / 100,0       | 8,4                | 135 134          | 23,6 / 100,0     | 8,8              | 2 / 9     | 1       |
|                         | Partido Democrático Liberal | 46 793             | 8,2 / 100,0        | 3,5                | 65 945           | 11,5 / 100,0     | 3,9              | 1 / 9     | Estável |
|                         | Alternativa para a Alemanha | 56 236             | 9,8 / 100,0        | 0,5                | 57 629           | 10,0 / 100,0     | 0,1              | 1 / 9     | Estável |
|                         | A Esquerda                  | 30 211             | 5,3 / 100,0        | 5,9                | 41 130           | 7,2 / 100,0      | 5,7              | 1 / 9     | Estável |
|                         | Partido da Proteção Animal  | -                  | -                  | -                  | 16 231           | 2,8 / 100,0      | -                | 0 / 9     | Estável |
|                         | Eleitores Livres            | 14 936             | 2,6 / 100,0        | 1,4                | 11 746           | 2,0 / 100,0      | 1,2              | 0 / 9     | Estável |
|                         | Die PARTEI                  | 13 840             | 2,4 / 100,0        | 1,7                | 9 978            | 1,7 / 100,0      | 0,4              | 0 / 9     | Estável |
|                         | Partido Democrático de Base | 8 982              | 1,6 / 100,0        | Novo               | 8 116            | 1,4 / 100,0      | Novo             | 0 / 9     | Novo    |
|                         | Aliança 90/Os Verdes        | 31 091             | 5,4 / 100,0        | 0,9                | -                | -                | -                | 0 / 9     | 1       |
|                         | Outros (com menos de 1,00%) | 3 372              | 0,6 / 100,0        |                    | 13 982           | 2,4 / 100,0      |                  | 0 / 9     |         |
| Votos Inválidos         | Votos Inválidos             | 10 850             | 1,9 / 100,0        | 0,2                | 10 295           | 1,8 / 100,0      | 0,2              |           |         |
| Total                   | Total                       | 583 963            | 100,0 / 100,0      |                    | 583 963          | 100,0 / 100,0    |                  | 9 / 9     | 1       |
| Eleitorado/Participação | Eleitorado/Participação     | 755 223            | 755 223            | 755 223            | 755 223          | 77,3 / 100,0     | 0,7              |           |         |

#### Saxônia
| Partido                 | Partido                     | Distrito Eleitoral | Distrito Eleitoral | Distrito Eleitoral | Lista de Partido | Lista de Partido | Lista de Partido | Deputados | +/-     |
| Partido                 | Partido                     | Votos              | %                  | +/-                | Votos            | %                | +/-              | Deputados | +/-     |
| ----------------------- | --------------------------- | ------------------ | ------------------ | ------------------ | ---------------- | ---------------- | ---------------- | --------- | ------- |
|                         | Alternativa para a Alemanha | 632 881            | 25,7 / 100,0       | 0,3                | 607 044          | 24,6 / 100,0     | 2,4              | 10 / 38   | 1       |
|                         | Partido Social-Democrata    | 410 769            | 16,7 / 100,0       | 5,0                | 474 804          | 19,3 / 100,0     | 8,8              | 8 / 38    | 4       |
|                         | União Democrata-Cristã      | 546 282            | 22,2 / 100,0       | 8,4                | 422 879          | 17,2 / 100,0     | 9,7              | 7 / 38    | 5       |
|                         | Partido Democrático Liberal | 220 062            | 8,9 / 100,0        | 2,2                | 271 166          | 11,0 / 100,0     | 2,8              | 5 / 38    | 2       |
|                         | A Esquerda                  | 282 800            | 11,5 / 100,0       | 6,0                | 230 012          | 9,3 / 100,0      | 6,8              | 4 / 38    | 2       |
|                         | Aliança 90/Os Verdes        | 171 384            | 7,0 / 100,0        | 2,5                | 212 320          | 8,6 / 100,0      | 4,0              | 4 / 38    | 2       |
|                         | Eleitores Livres            | 66 591             | 2,7 / 100,0        | 2,1                | 56 654           | 2,3 / 100,0      | 1,2              | 0 / 38    | Estável |
|                         | Partido da Proteção Animal  | -                  | -                  | -                  | 47 939           | 1,9 / 100,0      | 0,5              | 0 / 38    | Estável |
|                         | Partido Democrático de Base | 45 593             | 1,9 / 100,0        | Novo               | 38 090           | 1,5 / 100,0      | Novo             | 0 / 38    | Novo    |
|                         | Die PARTEI                  | 37 538             | 1,5 / 100,0        | 0,6                | 31 905           | 1,3 / 100,0      | Estável          | 0 / 38    | Estável |
|                         | Outros (com menos de 1,00%) | 45 679             | 1,8 / 100,0        |                    | 70 084           | 3,0 / 100,0      |                  | 0 / 38    |         |
| Votos Inválidos         | Votos Inválidos             | 29 375             | 1,2 / 100,0        | 0,4                | 26 057           | 1,0 / 100,0      | 0,2              |           |         |
| Total                   | Total                       | 2 488 954          | 100,0 / 100,0      |                    | 2 488 954        | 100,0 / 100,0    |                  | 38 / 38   |         |
| Eleitorado/Participação | Eleitorado/Participação     | 3 253 667          | 3 253 667          | 3 253 667          | 3 253 667        | 76,5 / 100,0     | 1,1              |           |         |

#### Saxônia-Anhalt
| Partido                 | Partido                       | Distrito Eleitoral | Distrito Eleitoral | Distrito Eleitoral | Lista de Partido | Lista de Partido | Lista de Partido | Deputados | +/-     |
| Partido                 | Partido                       | Votos              | %                  | +/-                | Votos            | %                | +/-              | Deputados | +/-     |
| ----------------------- | ----------------------------- | ------------------ | ------------------ | ------------------ | ---------------- | ---------------- | ---------------- | --------- | ------- |
|                         | Partido Social-Democrata      | 293 197            | 24,4 / 100,0       | 7,2                | 305 085          | 25,4 / 100,0     | 10,2             | 5 / 18    | 2       |
|                         | União Democrata-Cristã        | 299 363            | 24,9 / 100,0       | 7,5                | 252 286          | 21,0 / 100,0     | 9,3              | 4 / 18    | 5       |
|                         | Alternativa para a Alemanha   | 242 065            | 20,2 / 100,0       | 3,3                | 235 492          | 19,6 / 100,0     | Estável          | 4 / 18    | Estável |
|                         | A Esquerda                    | 127 576            | 10,6 / 100,0       | 8,6                | 115 330          | 9,6 / 100,0      | 8,2              | 2 / 18    | 2       |
|                         | Partido Democrático Liberal   | 96 084             | 8,0 / 100,0        | 1,5                | 114 024          | 9,5 / 100,0      | 1,7              | 2 / 18    | Estável |
|                         | Aliança 90/Os Verdes          | 64 326             | 5,4 / 100,0        | 2,3                | 78 701           | 6,5 / 100,0      | 2,8              | 1 / 18    | Estável |
|                         | Eleitores Livres              | 32 152             | 2,7 / 100,0        | 0,4                | 22 509           | 1,9 / 100,0      | 0,7              | 0 / 18    | Estável |
|                         | Partido Democrático de Base   | 22 554             | 1,9 / 100,0        | Novo               | 19 213           | 1,6 / 100,0      | Novo             | 0 / 18    | Novo    |
|                         | Partido da Proteção Animal    | 1 969              | 0,2 / 100,0        | -                  | 14 483           | 1,2 / 100,0      | -                | 0 / 18    | Estável |
|                         | Aliança pela Protecção Animal | 7 371              | 0,6 / 100,0        | 0,3                | 13 672           | 1,1 / 100,0      | 0,4              | 0 / 18    | Estável |
|                         | Outros (com menos de 1,00%)   | 13 521             | 1,2 / 100,0        |                    | 31 145           | 2,5 / 100,0      |                  | 0 / 18    |         |
| Votos Inválidos         | Votos Inválidos               | 14 583             | 1,2 / 100,0        | 0,6                | 12 821           | 1,1 / 100,0      | 0,4              |           |         |
| Total                   | Total                         | 1 214 761          | 100,0 / 100,0      |                    | 1 214 761        | 100,0 / 100,0    |                  | 18 / 18   | 5       |
| Eleitorado/Participação | Eleitorado/Participação       | 1 789 775          | 1 789 775          | 1 789 775          | 1 789 775        | 67,9 / 100,0     | 0,2              |           |         |

#### Schleswig-Holstein
| Partido                 | Partido                                     | Distrito Eleitoral | Distrito Eleitoral | Distrito Eleitoral | Lista de Partido | Lista de Partido | Lista de Partido | Deputados | +/-     |
| Partido                 | Partido                                     | Votos              | %                  | +/-                | Votos            | %                | +/-              | Deputados | +/-     |
| ----------------------- | ------------------------------------------- | ------------------ | ------------------ | ------------------ | ---------------- | ---------------- | ---------------- | --------- | ------- |
|                         | Partido Social-Democrata                    | 530 301            | 30,1 / 100,0       | 1,3                | 494 055          | 28,0 / 100,0     | 4,7              | 8 / 28    | 2       |
|                         | União Democrata-Cristã                      | 465 975            | 26,5 / 100,0       | 13,3               | 388 399          | 22,0 / 100,0     | 12,0             | 6 / 28    | 4       |
|                         | Aliança 90/Os Verdes                        | 315 633            | 17,9 / 100,0       | 8,3                | 322 763          | 18,3 / 100,0     | 6,3              | 6 / 28    | 3       |
|                         | Partido Democrático Liberal                 | 167 191            | 9,5 / 100,0        | 1,8                | 220 039          | 12,5 / 100,0     | 0,1              | 4 / 28    | 1       |
|                         | Alternativa para a Alemanha                 | 113 641            | 6,5 / 100,0        | 1,0                | 119 566          | 6,8 / 100,0      | 1,4              | 2 / 28    | Estável |
|                         | A Esquerda                                  | 55 523             | 3,2 / 100,0        | 2,1                | 64 238           | 3,6 / 100,0      | 3,7              | 1 / 28    | 1       |
|                         | Associação dos Votantes do Schleswig do Sul | 35 027             | 2,0 / 100,0        | Novo               | 55 578           | 3,2 / 100,0      | Novo             | 1 / 28    | Novo    |
|                         | Partido Democrático de Base                 | 27 124             | 1,5 / 100,0        | Novo               | 23 407           | 1,3 / 100,0      | Novo             | 0 / 28    | Novo    |
|                         | Partido da Proteção Animal                  | -                  | -                  | -                  | 20 653           | 1,2 / 100,0      | -                | 0 / 28    | -       |
|                         | Die PARTEI                                  | 18 090             | 1,0 / 100,0        | 0,8                | 17 870           | 1,0 / 100,0      | 0,2              | 0 / 28    | Estável |
|                         | Eleitores Livres                            | 26 518             | 1,5 / 100,0        | 0,6                | 17 043           | 1,0 / 100,0      | Aumento          | 0 / 28    | Estável |
|                         | Outros (com menos de 1,00%)                 | 4 990              | 0,2 / 100,0        |                    | 19 143           | 1,0 / 100,0      |                  | 0 / 28    |         |
| Votos Inválidos         | Votos Inválidos                             | 16 132             | 0,9 / 100,0        | 0,1                | 13 391           | 0,8 / 100,0      | Estável          |           |         |
| Total                   | Total                                       | 1 776 145          | 100,0 / 100,0      |                    | 1 776 145        | 100,0 / 100,0    |                  | 28 / 28   | 2       |
| Eleitorado/Participação | Eleitorado/Participação                     | 2 272 717          | 2 272 717          | 2 272 717          | 2 272 717        | 78,2 / 100,0     | 1,7              |           |         |

#### Turíngia
| Partido                 | Partido                     | Distrito Eleitoral | Distrito Eleitoral | Distrito Eleitoral | Lista de Partido | Lista de Partido | Lista de Partido | Deputados | +/-     |
| Partido                 | Partido                     | Votos              | %                  | +/-                | Votos            | %                | +/-              | Deputados | +/-     |
| ----------------------- | --------------------------- | ------------------ | ------------------ | ------------------ | ---------------- | ---------------- | ---------------- | --------- | ------- |
|                         | Alternativa para a Alemanha | 298 971            | 23,7 / 100,0       | 1,2                | 303 233          | 24,0 / 100,0     | 1,3              | 5 / 19    | Estável |
|                         | Partido Social-Democrata    | 299 024            | 23,7 / 100,0       | 9,1                | 296 446          | 23,4 / 100,0     | 10,2             | 5 / 19    | 2       |
|                         | União Democrata-Cristã      | 264 026            | 20,9 / 100,0       | 10,7               | 213 414          | 16,9 / 100,0     | 11,9             | 3 / 19    | 5       |
|                         | A Esquerda                  | 155 618            | 12,3 / 100,0       | 5,3                | 144 693          | 11,4 / 100,0     | 5,5              | 3 / 19    | Estável |
|                         | Partido Democrático Liberal | 89 008             | 7,0 / 100,0        | 1,5                | 114 283          | 9,0 / 100,0      | 1,2              | 2 / 19    | Estável |
|                         | Aliança 90/Os Verdes        | 68 185             | 5,4 / 100,0        | 1,8                | 83 220           | 6,6 / 100,0      | 2,5              | 1 / 19    | Estável |
|                         | Eleitores Livres            | 31 190             | 2,5 / 100,0        | 0,1                | 27 151           | 2,1 / 100,0      | 0,5              | 0 / 19    | Estável |
|                         | Partido Democrático de Base | 19 932             | 1,6 / 100,0        | Novo               | 20 189           | 1,6 / 100,0      | Novo             | 0 / 19    | Novo    |
|                         | Partido da Proteção Animal  | -                  | -                  | -                  | 18 973           | 1,5 / 100,0      | -                | 0 / 19    | -       |
|                         | Die PARTEI                  | 22 882             | 1,8 / 100,0        | 1,5                | 16 013           | 1,3 / 100,0      | 0,2              | 0 / 19    | Estável |
|                         | Outros (com menos de 1,00%) | 14 245             | 1,0 / 100,0        |                    | 27 296           | 2,2 / 100,0      |                  | 0 / 19    |         |
| Votos Inválidos         | Votos Inválidos             | 16 639             | 1,3 / 100,0        | 0,2                | 14 809           | 1,2 / 100,0      | 0,2              |           |         |
| Total                   | Total                       | 1 279 720          | 100,0 / 100,0      |                    | 1 279 720        | 100,0 / 100,0    |                  | 19 / 19   | 3       |
| Eleitorado/Participação | Eleitorado/Participação     | 1 707 726          | 1 707 726          | 1 707 726          | 1 707 726        | 74,9 / 100,0     | 0,6              |           |         |